# Arturo María de Inchausti
Arturo María de Inchausti (1892-1986) fou un compositor i professor de música. Encara que la informació és escassa, es conserva la seva carta de dimissió com a professor de música de la Casa de Misericordia, Bilbao, el 24 d'octubre de 1930 “ a causa de dificultades de acomodación de horario”. Es desconeix, però, la seva durada en el centre.

## Obres[2]
- Birjiña Maite, villancico coro a tres voces mixtes y estrofa de tenor, 1961
- ¡Oh pan de los Ángeles!, motet de 1915
- Despedida a Ntra Sra del Consuelo, 1915
- Estaciones de Via Crucis, 1914
- Meza euzkeraz, 1968
- Lamentos de las almas del purgatorio: a una voz o coro unísono, 1914
- Responso de difuntos Libera me domine a una sola voz o coro unísono

A més, va participar en les obres:
- Begoña'ko amaren ereserkia, 1975
- Gabon abestiak, 1968